# Siquisiquesuchus
Siquisiquesuchus — це вимерлий рід гавіалових крокодилів. Він відомий за останками черепа та кількома посткраніальними кістками, знайденими в породах міоценового віку формації Кастільо на північному заході Венесуели.

## Опис
Як і інші гавіалоїди, Siquisiquesuchus мав довгий, вузький рострум на черепі, що становив приблизно 60% довжини черепа. Кількість зубів у передщелепних кістках на кінчику морди невідома, але верхньощелепні кістки, що становлять більшу частину рострума, мали щонайменше 20 зубів, а зубні ряди нижніх щелеп мали щонайменше 23.